# Heinrich I. (Hoya)
Heinrich I. von Hoya († 1235, beigesetzt in Bücken) war von 1202 bis 1235 regierender Graf von Hoya.

## Leben und Wirken
Heinrich von Hoya war der erste urkundlich bezeugte Graf von Hoya. Sein Vater war der aus Rüstringen stammende „Friese“, dessen eigentlicher Name nie bekannt wurde. Dieser hatte mit Unterstützung der Erzbischöfe von Bremen das nach dem Sturz Heinrichs des Löwen entstandene Machtvakuum genutzt und sich im damals bereits bestehenden Ort Hoya zwischen 1181 und 1190 niedergelassen und eine Burg auf einer Weser-Insel gebaut.
Während des Deutschen Thronstreits war Heinrich Anhänger der Staufer. Im Stedingerkrieg war er Verbündeter des Bremer Erzbischofs Gerhard zur Lippe. Schon 1213 hatte Heinrich den Stedingern in einer Schlacht bei Hilgermissen eine Niederlage beigebracht. In seine Regierungszeit fiel ab 1206 die Vertreibung der Edelherren von Hodenberg sowie 1202 der Kauf der Grafschaft Stumpenhusen (Güter, Siegel und Wappen) und 1215 der Erwerb Freigrafschaft Nienburg von den Grafen von Roden.
Durch das runde Siegel, das er 1215, 1219 und 1220 verwendete, mit der Inschrift "SIGILLVM HENRICI DE STVMPENHVS", tauschte er seinen vermutlich wenig klangvollen – unbekannten – Familiennamen in einen bedeutenderen ein und machte sich zu einem "Stumpenhusen", wobei er möglicherweise sogar den Grafentitel mit übernahm, den Wedekind von Stumpenhusen († 1185)  seit 1181 führte. Damit sowie mit der Wahl seiner Gemahlin Richenza, Tochter des bedeutenden Grafen Bernard II. von WÖLPE, schuf er auch die gesellschaftlichen Voraussetzungen zum Aufstieg des Hauses HOYA.
Heinrich wurde in der Stiftskirche Bücken beigesetzt.

## Nachkommen
Mit Richenza von Wölpe († 1227), Tochter des Grafen  Bernhard II. von Wölpe, hatte er folgende Nachkommen:
- Adelheid, Stiftsdame in Bassum
- Bernhard († 1243), Domherr in Bremen und Probst in Bücken
- Burchard († 1294), Domherr in Verden
- Gerhard († 1269), 1251–1269 Bischof von Verden
- Ermengard ⚭ Konrad von Wahnebergen
- Heinrich († 1290), folgte Heinrich I. 1237–1290 als regierender Graf nach
- Jutta ⚭ Ludolf von Hallermund
- Otto, Domherr in Verden (Otto I., Bischof von Minden) (?)
- Richenza ⚭ Wedekind von Schalksberg
- Wedekind († 1261), 1253–1261 Bischof von Minden